# Porto Sant'Elpidio
Porto Sant'Elpidio es una localidad y comune italiana de la provincia de Fermo, región de las Marcas, con 25 346 habitantes.

## Evolución demográfica
| Gráfica de evolución demográfica de Porto Sant'Elpidio entre 1861 y 2001 |
|                                                                          |
| Fuente ISTAT - elaboración gráfica de Wikipedia                          |